# Kodi Ramasandra, Kolar
Kodi Ramasandra là một làng thuộc tehsil Kolar, huyện Kolar, bang Karnataka, Ấn Độ.